# Motten
Motten är en kommun och ort i Landkreis Bad Kissingen i Regierungsbezirk Unterfranken i förbundslandet Bayern i Tyskland. Folkmängden uppgår till cirka 1 700 invånare, på en yta av 24 kvadratkilometer.